# 松尾貴臣
松尾 貴臣（まつお たかおみ）は、日本の男性音楽家、シンガーソングライター。所属レーベル・所属事務所はこころざし音楽工房。2012年6月に7th CD「アイノコトバ」でメジャーデビュー。

## 人物
高校までは長崎県で育ち、長崎大学教育学部附属中学校、長崎県立長崎北高等学校時代は野球部に所属し、ピッチャーを務める。高校時代のニックネームは、決めたことは強引にでも突き進む姿勢から「戦車」と呼ばれる。高校3年生の時に、開校以来初の文化祭ライブを主催。1000人程の観客の前で2曲を歌い賞賛を得た興奮から、プロのミュージシャンを志すようになる。（歌った楽曲はオリジナルソング「Let me go」と「ささやかな喜びの中で」。）
千葉大学入学以降は千葉県に移住。関東のライブハウスを中心にバンド、ソロの両方のスタイルでライブ活動を展開。2003年から定期的に地域活性化イベントを主催していることで、地元では「西千葉のアイドル」のニックネームで親しまれている。2006年に母校である千葉大学のホールで開催した「西千葉のアイドル祭り」のポスターが、偶然千葉大学内でドラマ下北サンデーズのロケを行っていた堤幸彦監督の目に止まり、2度同ドラマに出演している。主演の上戸彩がロケ現場ですれ違い様に自身のオリジナルソング「ゆりのき」を口ずさんだ事を自慢に思っている。
愛用のアコースティックギターは、マーティンのD35及びグレッチのランチャーである。
2007年の3rd CD 「きみに読む物語」（2008年「日本ホスピス・在宅ケア研究会全国大会in千葉」イメージソング）は、余命半年と宣告された女性の講演を聞き生まれた楽曲で、この曲がきっかけとなり全国の病院や高齢者施設、障がい者施設を巡る「ホスピタルライブ」を展開。その公演回数は2500回を超える。
2008年には自身の音楽事務所である株式会社こころざし音楽工房を設立。幕末の風雲児、坂本龍馬の如く全国を駆け巡り、既成概念に囚われない独自のスタイルで社会貢献的音楽活動を展開する姿勢が認められ、2009年10月に高知県知事より高知県観光特使の委嘱を受ける。また、楽曲「アカツキ」にて「ながさき龍馬フェスタ2010 龍馬の歌音楽祭」グランプリ受賞。「歌う坂本龍馬」と呼ばれるようになる。
2007年から2010年にかけて全国47都道府県全県にてライブを開催した事から「2010年の日本」をテーマに制作し、2011年1月発表の6th CD「キボウノオト」に収録された楽曲「絆」が、2011年の東日本大震災以降各地で話題を集め、2012年6月に「絆」を含む7th CD「アイノコトバ」でメジャーデビューをする。
また6th CD「キボウノオト」のジャケットのイラストは『アンパンマン』の作者で、大学の先輩でもあり同じ高知県観光特使でもあるやなせたかしが手掛けた。
2015年7月には「戦後70年目に放たれる、ピースソングの新定番」と銘打ち、扁平足で兵役を免れた故郷長崎の祖父の実話を元に9th CD「へんぺいそく」をリリース。シンガーとして、父親として新たな新境地を拓く一作である。
2020年4月18日には全国各地で10年に渡りチケットを販売し続けた「松尾貴臣2020年稲佐山凱旋ライブ」を開催する予定であったが、新型コロナウイルス感染症の発生および感染拡大の影響を受けて1年後の2021年4月17日に延期することを発表。しかし2021年になっても世の中の状況は好転せず、2022年9月3日へと再び延期を発表する。
そして2022年9月3日、長崎市稲佐山公園野外ステージにて「松尾貴臣2022年稲佐山凱旋ライブ」を開催。全国のファンと12年半越しの再会の約束を果たした。また、同日2030年4月20日に「松尾貴臣2030年稲佐山凱旋ライブ」を開催することを発表した。

## 略歴
- 長崎大学教育学部附属小学校卒業
- 長崎大学教育学部附属中学校卒業
- 長崎県立長崎北高等学校卒業
- 千葉大学法経学部卒業
- 千葉大学大学院社会科学研究科修了

- 2005年 - 1st CD「そっと」をリリース。
- 2006年 - 2nd CD「ゆりのき」をリリース。
- 2007年 - 3rd CD「きみに読む物語」をリリース。千葉県音楽文化方針検討委員を委嘱。ホスピタルライブ活動開始。
- 2008年 - 株式会社こころざし音楽工房、西千葉龍馬会を設立。千葉県「地球温暖化防止と生物多様性保全」推進きゃらばん隊イメージキャラクターに就任。4th CD「ハッピーソングス」をリリース。
- 2009年 - 高知県観光特使を委嘱。
- 2010年 - 5th CD「喜びの歌」をリリース。長崎県 ながさき龍馬フェスタ2010龍馬の歌音楽祭にてグランプリ受賞。
- 2011年 - 6th CD「キボウノオト」をリリース。
- 2012年 - 7th CD「アイノコトバ」でメジャーデビュー。
- 2014年 - 「ホスピタルライブ」1000公演達成。前千葉県知事の堂本暁子と共に松尾貴臣ホスピタルライブ「千」公演達成記念イベント『千の葉の詩 – sen no ha no uta in 京葉銀行文化プラザ』を開催。8th CD「ちばりよー」をリリース。
- 2015年 - 9th CD「へんぺいそく」をリリース。BSジャパン「徳光和夫の名曲にっぽん」にて2週に渡り特集が組まれる。
- 2016年 - 10th CD「ベストアンサー」をリリース。「ホスピタルライブ」2000公演達成。
- 2017年 - bayfm主催『松尾貴臣 First LIVE in CHIBA「千の葉の詩－黎明編」』を開催。
- 2018年 - 11th CD「ユメノツヅキ」をリリース。
- 2020年 - NHK千葉放送局FM「花ラジちば」のMCに就任。12th CD「タビノハジメ」をリリース。
- 2022年 - 「松尾貴臣2022年稲佐山凱旋ライブ」を開催。13th CD「ワライバナシ」をリリース。
- 2023年 - 千葉県8029健幸大使就任。
- 2024年 - 「ホスピタルライブ」3000公演達成。
- 2025年 - 14th CD「ココロザシノウタ」をリリース。

## ディスコグラフィー

### シングル
- 1st CD「そっと」（2005年9月11日発売）
  1. そっと
  2. 8月の風
  3. 西千葉、通り雨
- 2nd CD「ゆりのき」（2006年7月1日発売）
  1. ゆりのき
  2. リアリズム
  3. 小さな遊園地
- 3rd CD「きみに読む物語」（2007年7月16日発売）
  1. きみに読む物語
  2. P.S.
  3. 質量保存の法則
- 5th CD「喜びの歌」（2010年4月17日発売）
  1. 喜びの歌
  2. 100歳になった君へ（アコースティックバージョン）
- 8th CD「ちばりよー」（2014年5月17日発売）
  1. ちばりよー
  2. We are the Future
- 9th CD「へんぺいそく」（2015年7月3日発売）
  1. へんぺいそく
  2. 100歳になった君へ

### アルバム
- 4th CD「ハッピーソングス」（2008年11月12日発売）
  1. 喜びの歌
  2. パラレル
  3. きみに読む物語（ハッピーソングスバージョン）
  4. リアリズム
  5. その向こう側
  6. カーニバル
  7. 小さな遊園地
  8. そっと（ハッピーソングスバージョン）
  9. 種を蒔く人
  10. 質量保存の法則
  11. 西千葉、通り雨（ハッピーソングスバージョン）
  12. STAY AS YOU
- 6th CD「キボウノオト」（2011年1月26日発売）
  1. アカツキ
  2. Sky Magic
  3. 櫻舞い散る季節
  4. 希望の歌
  5. 絆
- 7th CD「アイノコトバ」（2012年6月20日発売）
  1. 喜びの歌
  2. 1等星
  3. 愛言葉
  4. パラレル
  5. 四季の歌
  6. 絆
- 10th CD「ベストアンサー」（2016年10月7日発売）
  1. トワイライト
  2. マイウェイバック
  3. へんぺいそく
  4. ビューティフルライフ
  5. つじつま
  6. Oh Yeah!!!!!
  7. ちばりよー
  8. 君の左手
  9. ゆりのき
  10. 絆
  11. むすひ
  12. 100歳になった君へ
- 11th CD「ユメノツヅキ」（2018年12月7日発売）
  1. ソルフェージュ
  2. ファーストクリスマス
  3. 好いとっとさね
  4. 知り合いかも
  5. はっぴーえんど
- 12th CD「タビノハジメ」（2020年5月8日発売）
  1. アカツキ2020
  2. ささやかな喜びの中で
  3. 君の左手
  4. 西千葉、通り雨
  5. P.S.
  6. マイウェイバック
  7. きみに読む物語
  8. へんぺいそく
  9. 好いとっとさね
  10. 絆
- 13th CD「ワライバナシ」（2022年9月3日発売）
  1. 水曜日の恋人
  2. アバンチュール
  3. 24時間365日
  4. VOICE
  5. 「まる。」
  6. 笑い話
- 14th CD「ココロザシノウタ」（2025年4月17日発売）
  1. glory days
  2. 咀嚼
  3. 家族の話
  4. Hydrangea Otaksa
  5. こころざしの歌
  6. アンコール！

## 出演

### テレビ番組
- 音市「第16回」「第39回」（MC 小倉優子）（2003年、日本テレビ）
- 下北サンデーズ「第5公演」（ストリートミュージシャン役）（2006年8月10日、テレビ朝日）
- 下北サンデーズ「最終公演」（新人小説家松尾貴臣役）（2006年9月7日、テレビ朝日）
- 首都圏ネットワーク「ほっとニュース」（2014年7月3日、NHK）
- 徳光和夫の名曲にっぽん 昭和歌謡人（2015年6月10日、17日、BSジャパン）
- ジモトに乾杯！居酒屋小堺クン（2022年5月7日、14日、J:COMチャンネル）